# Mangazeja
Mangazeja (rusky Мангазея) bylo v 17. století významné město na severu západní Sibiře, které sehrálo klíčovou roli v ruském dobývání sibiřského bohatství. Bylo prvním sibiřským polárním městem, které bylo pro své bohatství a obchodní věhlas nazýváno Bagdádem severu. Když bylo v roce 1672 opuštěno, stalo se legendou bez přesné geografické lokace. Opuštěné město v roce 1900 objevil ruský cestovatel V. O. Markgraf. Místo je předmětem intenzivního zájmu archeologů.

## Všeobecné informace
Ve druhé polovině 16. století se obchod s kožešinami v Rusku stal nejvýnosnější obchodní činností. Za nejvzácnější neporušenou kožešinu černého sobola se stříbřitým nádechem mohl zdatný obchodník získat jmění v hodnotě domu v Moskvě. Do zájmu státní správy se tak přirozeně dostal přehled nad tímto obchodem. Na vzniku, nástupu slávy a zániku města Mangazeja se podílely tři základní složky.

### Pěší lid
V počátcích byl obchod především soukromou doménou obchodníků a dobrodruhů, podporovaných vlivnými a bohatými lidmi z evropských center Ruska. Pro tyto skupiny se vžilo označení promyšlennyje ljudi, pro které se ve své době vžilo též označení pěší lid. Jednalo se o komplexní skupinu dobře ozbrojených obchodníků a řemeslníků s mimořádnou duševní i tělesnou houževnatostí. Nejznámějším zástupcem této skupiny je legendární objevitel Leny Děmid Pjanda. Dějiny dobývání Sibiře jsou prolínáním i soubojem této skupiny s logicky následující organizací vojenské podstaty.

### Kozáci
Podstatou druhé složky bylo vojsko, tedy ve své době kozáci a střelci. Ti zajišťovali státem organizovaný obchod s kožešinami, tzv. sběr jasaku. Státní zájem časem v obchodu s kožešinami prosadil právě tuto skupinu do hlavní úlohy. Kromě zásobování carské pokladnice v Moskvě byly významným produktem výprav této skupiny dokumentované zprávy, mapy a zakládání pevností v nově objevených strategických bodech.

### Západní Evropa
Třetí složkou, která zasáhla do osudu města Mangazeja, byla námořní schopnost Holandska a Anglie. První mapu města vytvořil holandský obchodník. Sibiř se tehdy mohla stát holandskou nebo britskou kolonií stejně dobře jako Severní Amerika, Indie, nebo Indonésie.

## Historie

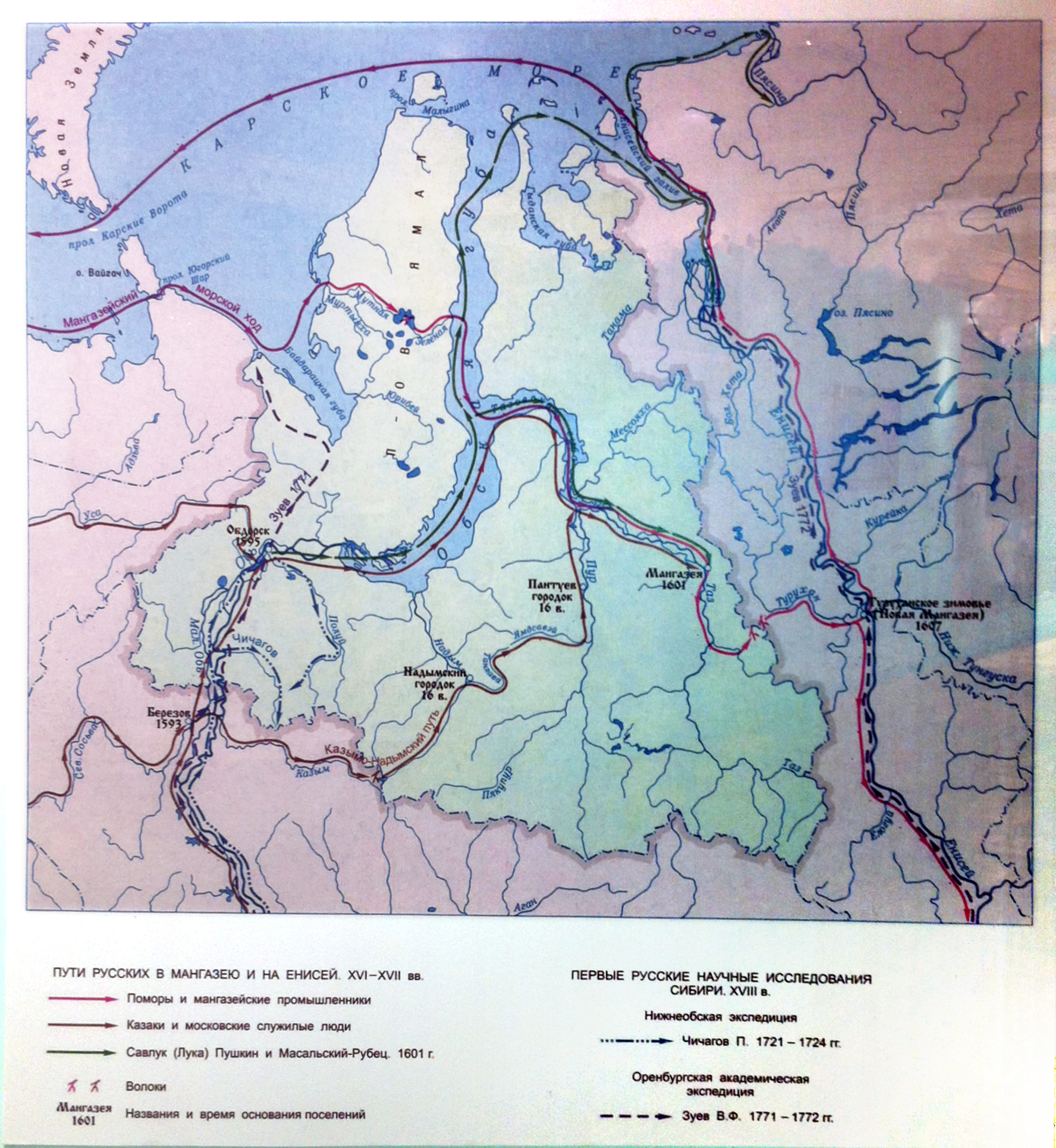
Severní obchodní cesta

Město Mangazeja se nacházelo na Severní obchodní cestě jako obchodní centrum na cestě mezi lovci kožešin a obchodníky z evropských ruských měst.

### Do roku 1620
Mangazeja byla vybudována jako trvalé osídlení na základě rozkazu cara Borise Godunova. V roce 1600 byl z Tobolsku s ozbrojeným doprovodem několika stovek kozáků a střelců vypraven kontingent řemeslníků a materiálu po proudu řek Irtyš a Ob na sever. Během plavby zahynulo v soubojích s místními obyvateli třicet vojáků, ale nakonec výprava dosáhla ústí řeky Taz a krátce nato asi 300 km proti proudu založila na jejím vysokém pravém břehu dřevěnou pevnost a kostel.
V roce 1601 byla z Tobolsku vypravena další pomoc v podobě dvou stovek vojáků, kteří pomohli dokončit stavbu pevnosti. V roce 1603 byla osádka pevnosti obohacena o osobu kněze a ve městě se začala provozovat pravoslavná liturgie. Později dějiny Sibiře získaly v Mangazeji prvního sibiřského mučedníka, Vasilije Mangazejského. V roce 1603 bylo dokončeno čtyřstěnné opevnění a stavby tří vojenských a dvou průjezdných věží.
Město se stalo v krátké době velmi bohatým ruským obchodním sídlem s čím dál tím početnější zahraniční účastí. Příjezd anglických a holandských obchodních lodí byl jen otázkou času. To bylo příčinou ediktu cara Michala I. Fjodoroviče o zákazu používat Severní obchodní cestu pod trestem smrti. Na řece Ob došlo k budování pevností za účelem kontroly sběru jasaku. Byla objevena cesta z povodí Obu k Jeniseji. Na tomto místě bylo založeno město Jenisejsk. Význam města Mangazeja se přesunul tam.

### 1620 – 1672
Zákaz používání Severní obchodní cesty význam města nezničil okamžitě. Stále zůstala ve hře plavba proti proudu Obu a Irtyše do Tobolsku. Po objevu spojení s veletokem Lena přes přítok Jeniseje Dolní Tunguzska a přítok Leny Viljuj putovaly náklady s cennou kožešinou i nadále z výrazné části do povodí řeky Taz. Ve zmenšené míře pokračoval obchod s jasakem i v dalších desetiletích. V letech 1630–1632 se ve městě rozhořel ozbrojený konflikt mezi zastánci riskantního černého obchodu a zastánci státního dohledu. Situace se uklidnila po vybudování dostatečně funkčních celních pevností, přesto již význam města začínal pomalu upadat. Po velkém požáru 1642 byl úpadek sídla neodvratitelný. Obyvatelé se většinou stěhovali k Jeniseji do města Turuchansk, které bylo přejmenováno na Nová Mangazeja.
V roce 1672 vydal car Alexej Michajlovič dekret o zrušení města Mangazeja.

### 1672 – 1862 (období zapomínání)
Během druhé poloviny 17. století se z Obského zálivu zcela vytratily anglické a holandské obchodní lodě.
V 18. století se podél vodních cest rozrostly soustavy cest s dostatkem zásob sena pro koňské povozy a význam říční cesty byl převýšen suchozemskou dopravou. Doba cesty informací z Dálného východu do Moskvy se zkrátila z několika let na několik měsíců. Povědomí o městě Mangazeja se přestěhovalo pouze do historických materiálů. Po přejmenování města Nová Mangazeja na Staroturuchansk se slovo Mangazeja vytratilo i z povědomí zeměpisného. Později byl opuštěn i Staroturuchansk a byl přenesen na opačný  břeh Jeniseje k soutoku s Dolní Tunguzkou.

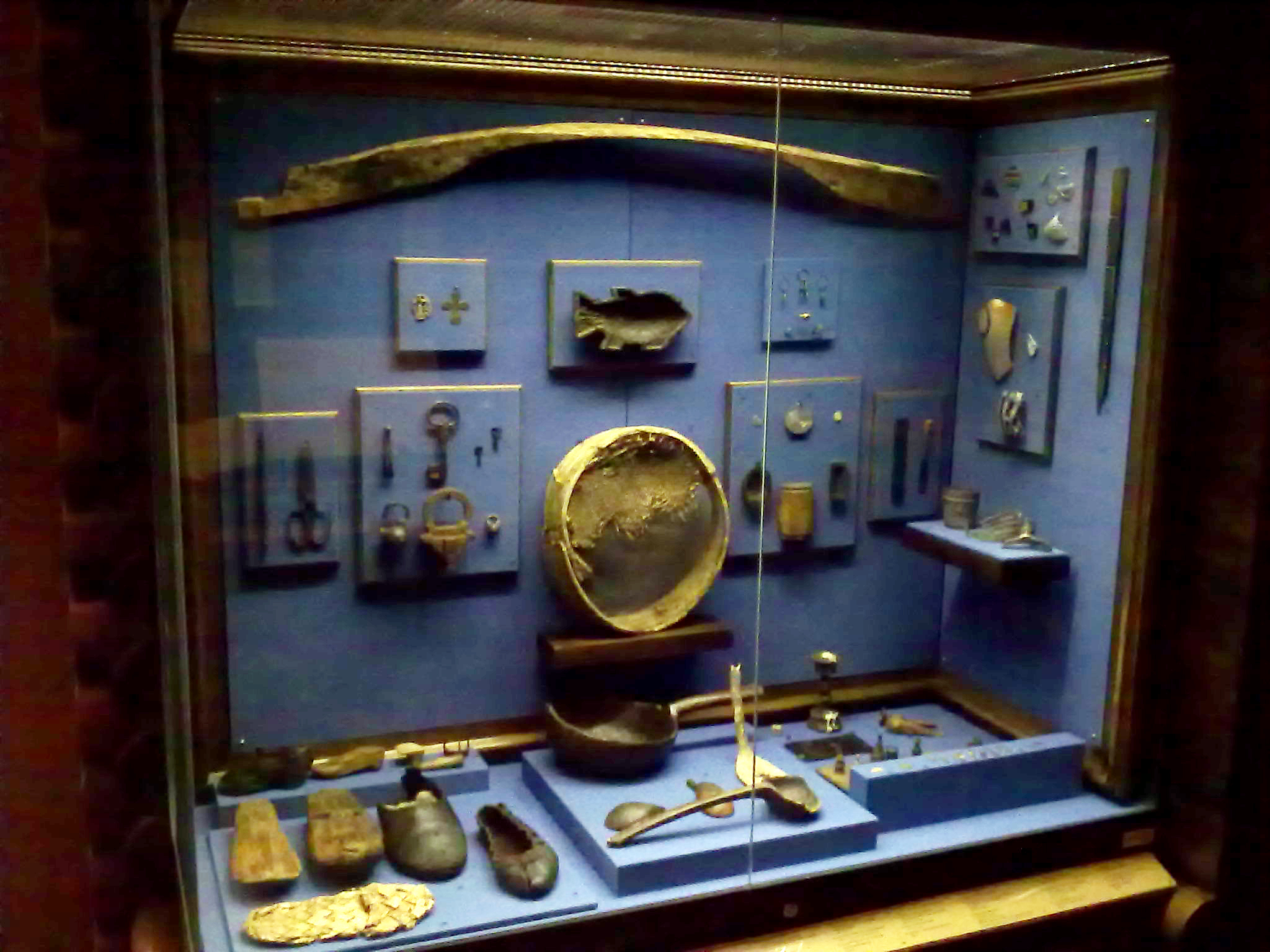
Vykopávky z naleziště Mangazeja

V 19. století zůstala "Zlatonosná Mangazeja" v obecném povědomí již jen jako pověst o bájném místě.

### Od roku 1862
Systematické vědecké zkoumání oblasti započala expedice J. I. Kušelevského, kdy byla na základě historických údajů určena a označena oblast archeologických výkopů. První, kdo objevil a zdokumentoval přesnou polohu opuštěného města byl ruský cestovatel V. O. Markgraf, který o svém objevu napsal ruské geografické společnosti v roce 1900. První sbírku nalezených objektů shromáždil biolog I. N. Šutov z Tomsku v roce 1914.
V roce 1946 se na místě Mangazeje vylodila ruská archeologická výprava a začala s vykopávkami hradiště. Archeologové postupně odkrývali základy domů a skladů. Vědci odvezli šedou keramiku z konce 16. století, zdobený cínový pohár, úlomek čínského porcelánu, bronzové předměty a olověné kulky. V létě 1964 započala systematický výzkum archeologické expedice Ruská akademie věd, pod vedením profesora M. I. Bjelova. V té době začaly i práce na odkrývce v místech Staroturuchansku. Archeologický výzkum pokračuje, podporován množstvím elektrifikovaných osad, vybudovaných v blízkosti v rámci těžby zemního plynu.
V paměti domorodých Něnců se Mangazeja uchovala pod názvem Tagarevychard - Rozbořené město.

## Souhrn
Zrození, bohatství i opuštění města Mangazeja je typickým příběhem světových dějin kolonizace. Souboj s Anglií a Holandskem v tomto případě vyhrálo Rusko. Díky kožešinové zvěři a obavám o ztrátu obchodního monopolu dnes Rusko vlastní obrovské přírodní bohatství Sibiře. V místech kdysi bohatého města Mangazeja jsou dnes bohaté zásoby zemního plynu.